# Otus madagascariensis
Mocho-d'orelhas-de-torotoroka ou mocho-de-orelhas-torotoroca (Otus madagascariensis) é uma espécie de ave estrigiforme pertencente à família Strigidae.